# 波托西
波托西（西班牙語：Potosí，西班牙語發音：[potoˈsi]）是位于玻利维亚南部的城市，是波托西省的首府，它是世界上最高的城市之一，海拔高度4090公尺。幾個世紀以來，這裡一直是為西班牙帝國提供大量白銀的生產地。這座城市的歷史中心保留了相當多的殖民時期建築，該古城與城市重要的里科山於1987年一起被指定為聯合國教科文組織世界遺產。

## 地質
波托西的里科山（西班牙語：Cerro Rico，亦有富有的山丘之意）屬於安第斯山脈的一部分，是世界上最大的白銀礦床，自16世紀至今以來一直在開採，到1996年產量高達 60,000噸。目前估計仍有大量白銀留在礦山中。自16至18世紀，波托西山支撐了整個西班牙的銀礦開採。玻利維亞有諺語稱，「西班牙300年中從波托西得到的礦物，足夠建起一座從山頂通往大洋彼岸皇宮門口的銀橋」。

## 歷史

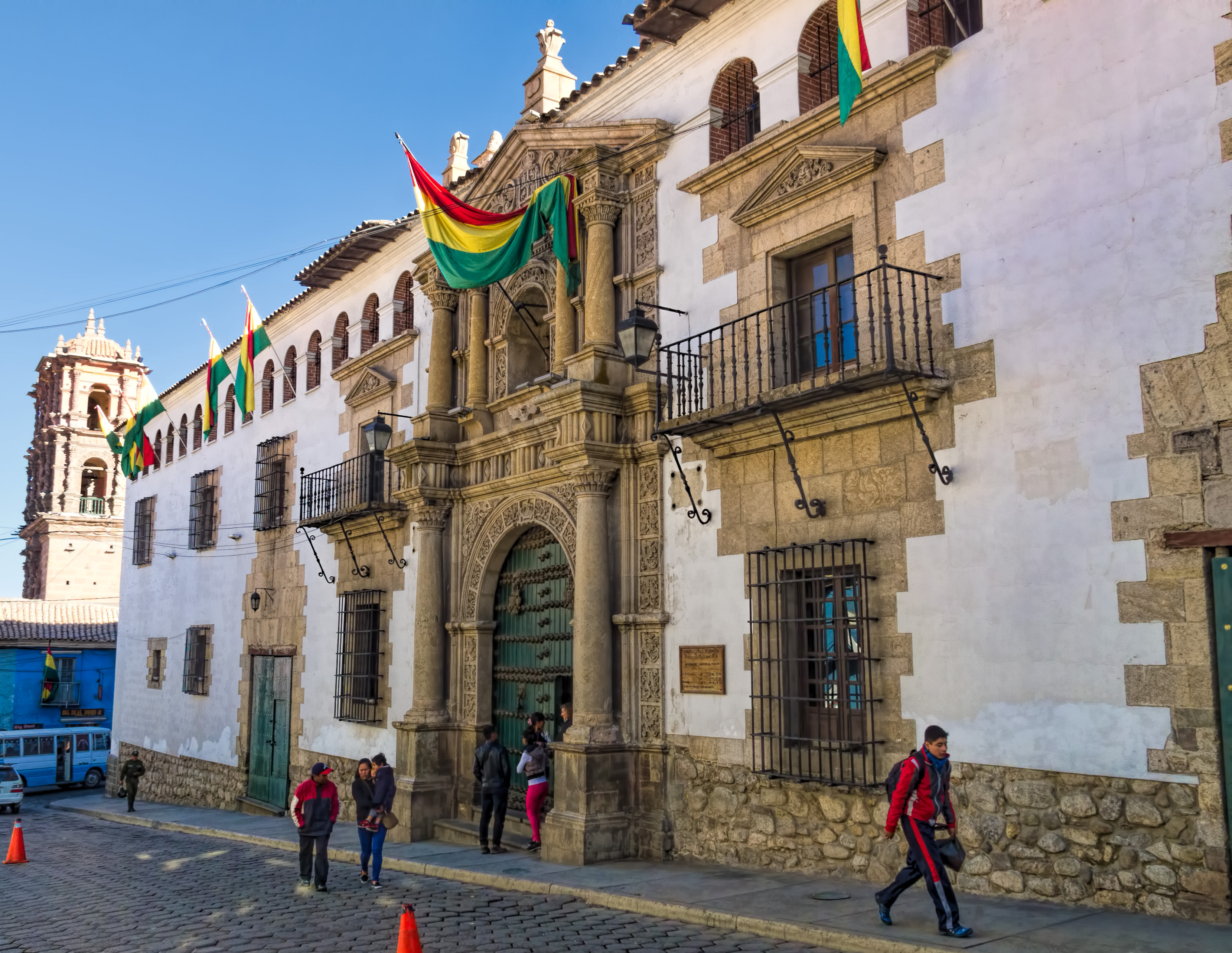
波托西皇家铸币厂

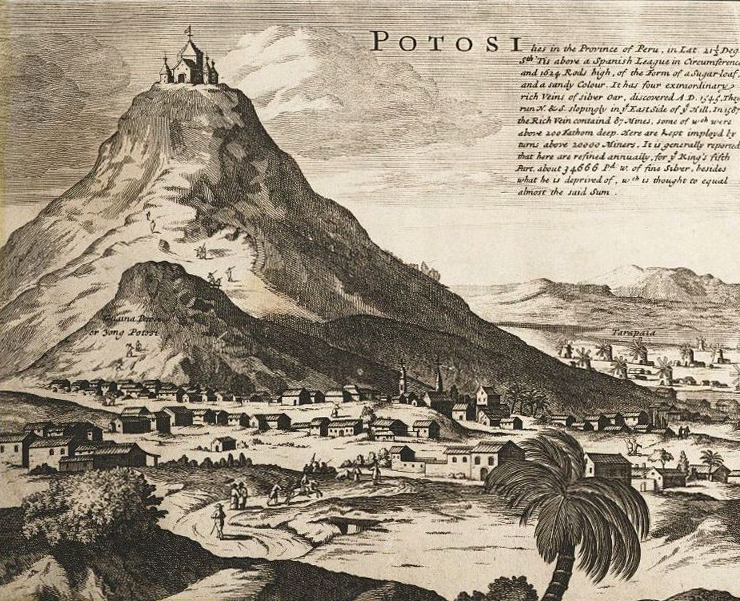
1715年的波托西

波托西的歷史可以追溯到15世紀中葉，根據編年史家巴托洛梅·阿哲斯·德歐蘇雅·凡（Bartolomé Arzáns de Orsúa y Vela）著作《波托西帝國別墅歷史》中，曾提及在當時印加帝國全盛時代的薩帕·印卡瓦伊納·卡帕克曾在此土地上展開戰役。不過整個波托西古城的開發，則與採礦有不可分割的關係。

### 殖民時期
當15世纪末哥伦布发现新大陆后，西班牙人在福朗西斯科·托萊多的推動下在南美建立殖民地，1545年，西班牙於里科山找到了蕴藏量丰富的银礦，並在此建造了一座採礦小鎮，很快銀礦的開採產生了巨大的經濟效應，使得人口波托西最終湧入了20萬人。当时是世界储量第一的银矿。几乎与此同时，用水银从矿砂中提炼白银的方法得到重大改进，新改良的方法称为汞齐化法。1563年在秘鲁的万卡维利卡发现水银矿藏，1571年-1700年，水银产量达6830万磅。由此美洲贵金属的产量得到突飞猛进，16世纪中叶后的若干年内，每年由美洲流入欧洲的白银有50万磅，黄金1万。西班牙国王凭借波托西银矿得以在欧洲大陆实行反宗教改革运动。，使得波托西銀礦支撐了亞洲——美洲——歐洲貿易體系，並使西班牙能夠控制尚處萌芽階段的中國出口商品的很大部分，而銀礦提煉則仰賴一系列的液壓機。當前保存的遺址包括里科山（Cerro Rico）的工業建築，複雜的引水渠和人造湖系統則是為波托西礦區提供水源。
因17世紀的鼎盛時期，波托西的白銀產量占全世界白銀產量的一半，因採礦致富的政商名流們也紛紛在此居住於波托西，因此當地也建設如皇家鑄幣廠、波托西大教堂、一些貴族住宅區和工人住宅區等建築，是當時世界上最富有的城市之一，也同時作為當時拉丁美洲第二大的城市，僅次於墨西哥城。

### 礦工與人口
17世紀的波托西是一個多種族社會，當時居住於此的人種除了有當地的安第斯人外，還有西班牙殖民者和黑人奴隸們，由於大規模的白銀開採使勞工人數不夠，使得帝國當局透過非洲奴隸制，從非洲找來了更多的奴隸好進行銀礦開採，當時共有13,500名礦工，18歲以上的印第安和非洲奴隸被強迫每天在地下開採銀礦，雖然殘酷的勞動和惡劣的環境讓大批奴隸無法負荷而去世，但居住在本地的西方或本地商人則有相當多的機會變得富有。因此包含食品供應商以及農村房地產也紛紛在波托西落腳，另外根據西班牙法律，礦工的妻子若丈夫意外去世，則可以擁有部分財產的保障。小規模的女性小販則主宰了街頭市場和攤位，出售食物、古柯葉和奇恰酒等。
由於惡劣的工作條件，許多礦工最終死於飢餓或疾病（如肺炎）、事故（如被活埋和失足墜落）。當時曾造訪此地的主教多明哥·聖托馬斯曾寫道：「送到西班牙的不是銀子，而是印第安人的汗水和鮮血」。

### 當代
19世紀初，由於玻利維亞獨立戰爭的爆發，當地眾多教堂都被洗劫一空。波托西的財富也被轉移至歐洲或是西班牙的其他領地，隨著1825年玻利維亞獨立後，波托西山的白銀礦藏也早已開採殆盡，這使得波托西的經濟一落千丈，漸漸沒落，不過20世紀初又隨錫礦的大量開採而逐漸恢復。
現今的波托西為玻利維亞重要的行政中心、也是該國著名的礦業城鎮、旅遊勝地和人口中心，仍出產錫礦，鋅礦和鉛礦等，但依舊是以人力採礦，礦工們的工作環境簡陋且高度危險。由於其特殊的歷史和現存的歐洲風格建築，波托西於1987年登記為聯合國世界文化遺產。

## 氣候
| 波托西 (2000−2012)       | 波托西 (2000−2012) | 波托西 (2000−2012) | 波托西 (2000−2012) | 波托西 (2000−2012) | 波托西 (2000−2012) | 波托西 (2000−2012) | 波托西 (2000−2012) | 波托西 (2000−2012) | 波托西 (2000−2012) | 波托西 (2000−2012) | 波托西 (2000−2012) | 波托西 (2000−2012) | 波托西 (2000−2012) |
| 月份                     | 1月                | 2月                | 3月                | 4月                | 5月                | 6月                | 7月                | 8月                | 9月                | 10月               | 11月               | 12月               | 全年               |
| ------------------------ | ------------------ | ------------------ | ------------------ | ------------------ | ------------------ | ------------------ | ------------------ | ------------------ | ------------------ | ------------------ | ------------------ | ------------------ | ------------------ |
| 平均高温 °C（°F）        | 15 (59)            | 15 (59)            | 16 (61)            | 17 (63)            | 15 (59)            | 14 (57)            | 14 (57)            | 15 (59)            | 16 (61)            | 18 (64)            | 18 (64)            | 17 (63)            | 15.8 (60.4)        |
| 日均气温 °C（°F）        | 9 (48)             | 9 (48)             | 9 (48)             | 8.5 (47.3)         | 6.5 (43.7)         | 5.5 (41.9)         | 5 (41)             | 6 (43)             | 6.5 (43.7)         | 9.5 (49.1)         | 10 (50)            | 10 (50)            | 7.9 (46.2)         |
| 平均低温 °C（°F）        | 3 (37)             | 3 (37)             | 2 (36)             | 0 (32)             | −2 (28)            | −3 (27)            | −4 (25)            | −3 (27)            | −1 (30)            | 1 (34)             | 2 (36)             | 3 (37)             | 0.1 (32.2)         |
| 平均降水量 mm（）        | 92 (3.6)           | 86 (3.4)           | 55 (2.2)           | 13 (0.5)           | 3 (0.1)            | 1 (0.0)            | 1 (0.0)            | 3 (0.1)            | 10 (0.4)           | 20 (0.8)           | 38 (1.5)           | 75 (3.0)           | 397 (15.6)         |
| 平均降水天数（≥ 1.0 mm） | 17                 | 16                 | 12                 | 5                  | 1                  | 0                  | 0                  | 1                  | 2                  | 5                  | 7                  | 14                 | 80                 |
| 日均日照時數             | 6                  | 6                  | 7                  | 8                  | 9                  | 9                  | 9                  | 9                  | 8                  | 8                  | 7                  | 7                  | 7.75               |
| 来源：WeatherWorld       |                    |                    |                    |                    |                    |                    |                    |                    |                    |                    |                    |                    |                    |

## 體育
波托西是皇家普托斯足球會和國民普托斯體育會足球隊的主場地，他們會在可容納32,000人的維克多·阿古斯丁·烏加特體育場（Estadio Víctor Agustín Ugarte）進行比賽，這是世界上海拔最高的體育場之一。

## 交通
尼古拉斯·羅哈斯上校機場是距離波托西最近的機場，商業航班是由玻利維亞的旗艦航空公司玻利維亞航空提供。

## 入选世界遗产
1987年，国际文化纪念物与历史场所委员会提波托西古城为世界文化遗产，认为其满足以下三个获选条件：
1. 波托西古城，是在福朗西斯科·托萊多推動下，通過傳播各種形式，對安第斯山脈中部地區的建築和當地藝術的發展產生了永久性的影響。並出現受到印加風格影響的巴洛克風格。（文化遗产标准二）；
2. 波托西古城是現代主要銀礦的傑出典範。工業基礎設施包括里科山(Cerro Rico)的工業建築與複雜的引水渠，能夠從流動的水力激活磨粉中心來研磨銀礦。然後在稱為帕加尼（huayras）的耐火土窯中將磨碎的礦石與汞混合，將其模製成條狀並印上皇家鑄幣廠的標記。當前從礦山到皇家鑄幣廠，整個傳統生產鏈都得到完善的保存。”（文化遗产标准四）
3. 波托西古城的存在接連影響往後的歷史事件：如16世紀塞維利亞大量進口貴金屬導致西班牙貨幣氾濫，從而帶來了經濟變革。（文化遗产标准六）。

1987年12月，联合国教育科学文化组织世界遗产委员会第11次会议决定将其收入世界遗产名录，编号第420号，然而在2014年6月，因波托西仍持續開採工作使山體結構不穩定，導致山頂部分坍塌，同時波托西對於文化資產保护工作的不利，无效力的保护规定，水利设施对环境产生的嚴重影響，使其被登記於瀕危世界遺產名錄。

## 景点
- 玻利维亚铸币厂
- 卡兰加斯圣老楞佐堂
- 波托西主教座堂
- 11月10日广场
- 孔帕尼亚钟楼

## 圖片

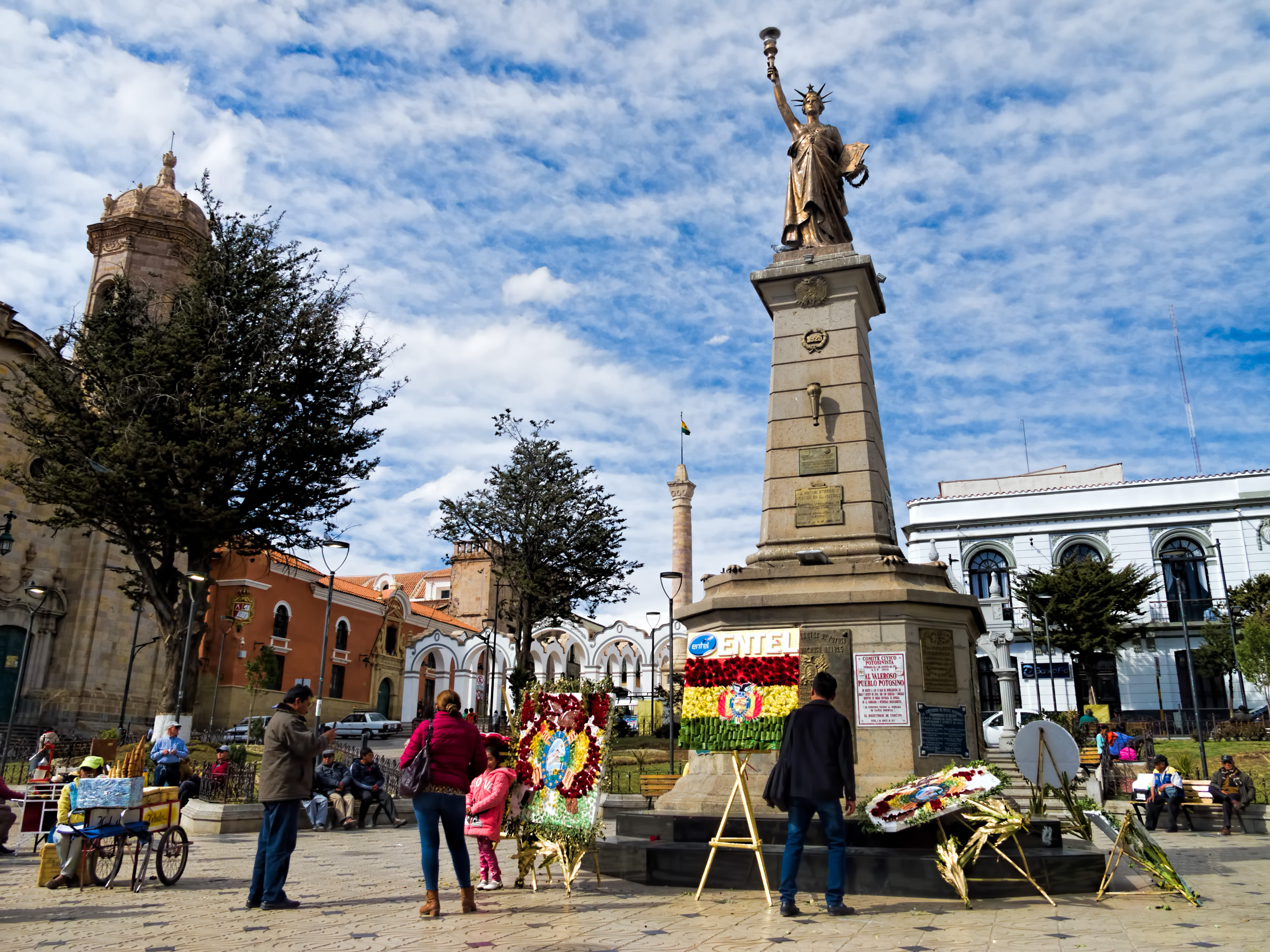
11月10日广场
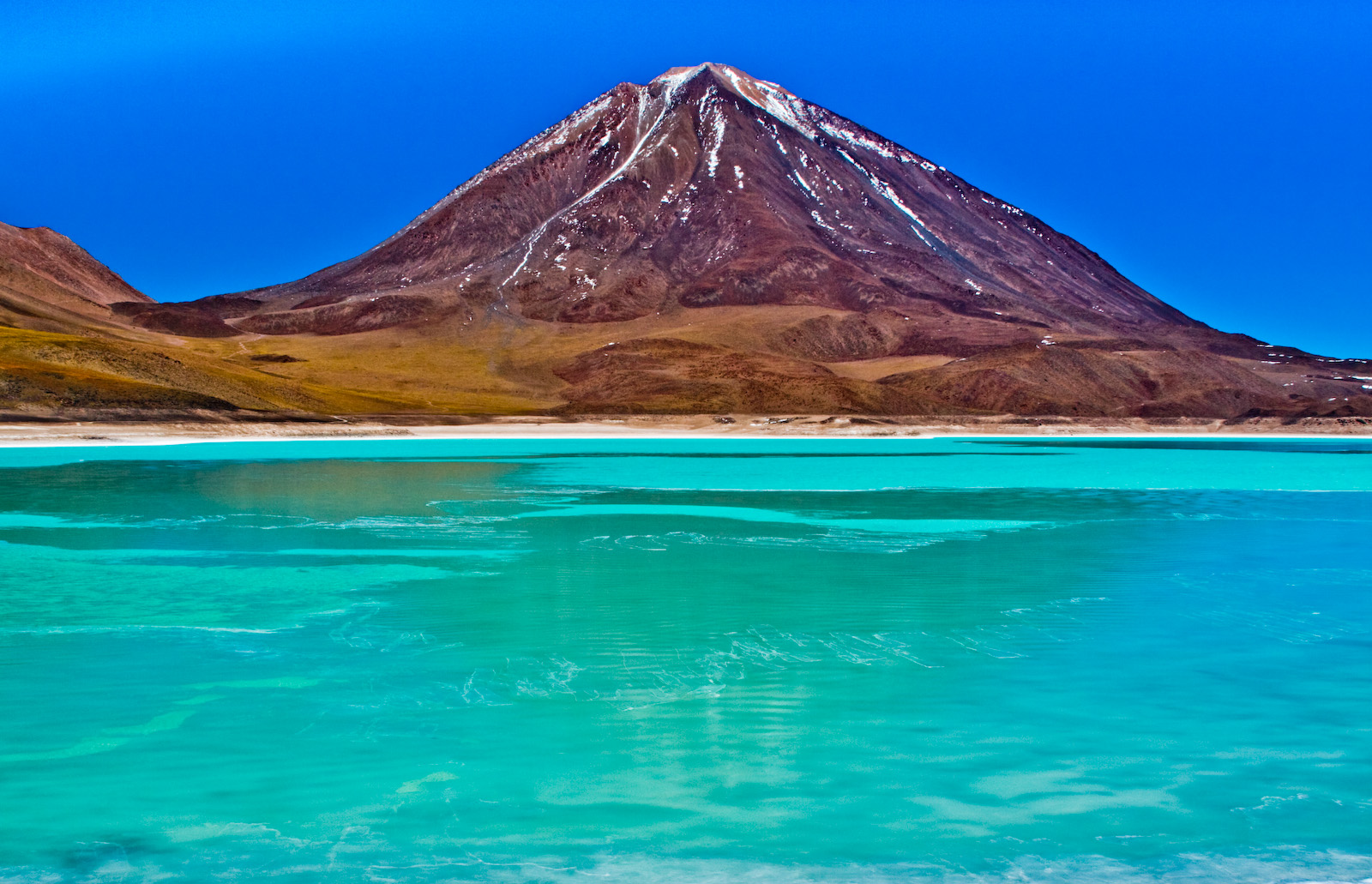
波托西附近的韋爾德湖
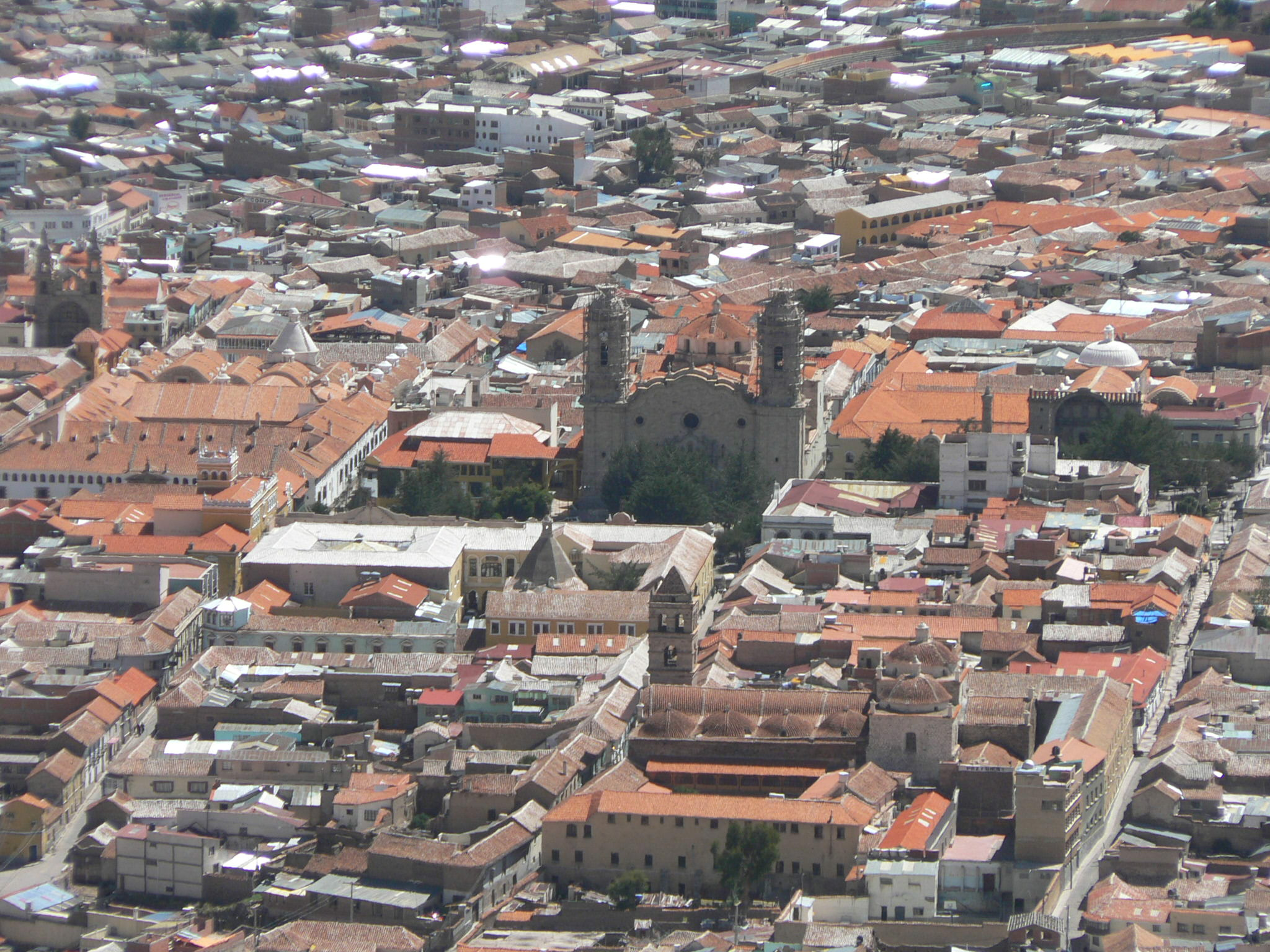
波托西市區與波托西主教座堂
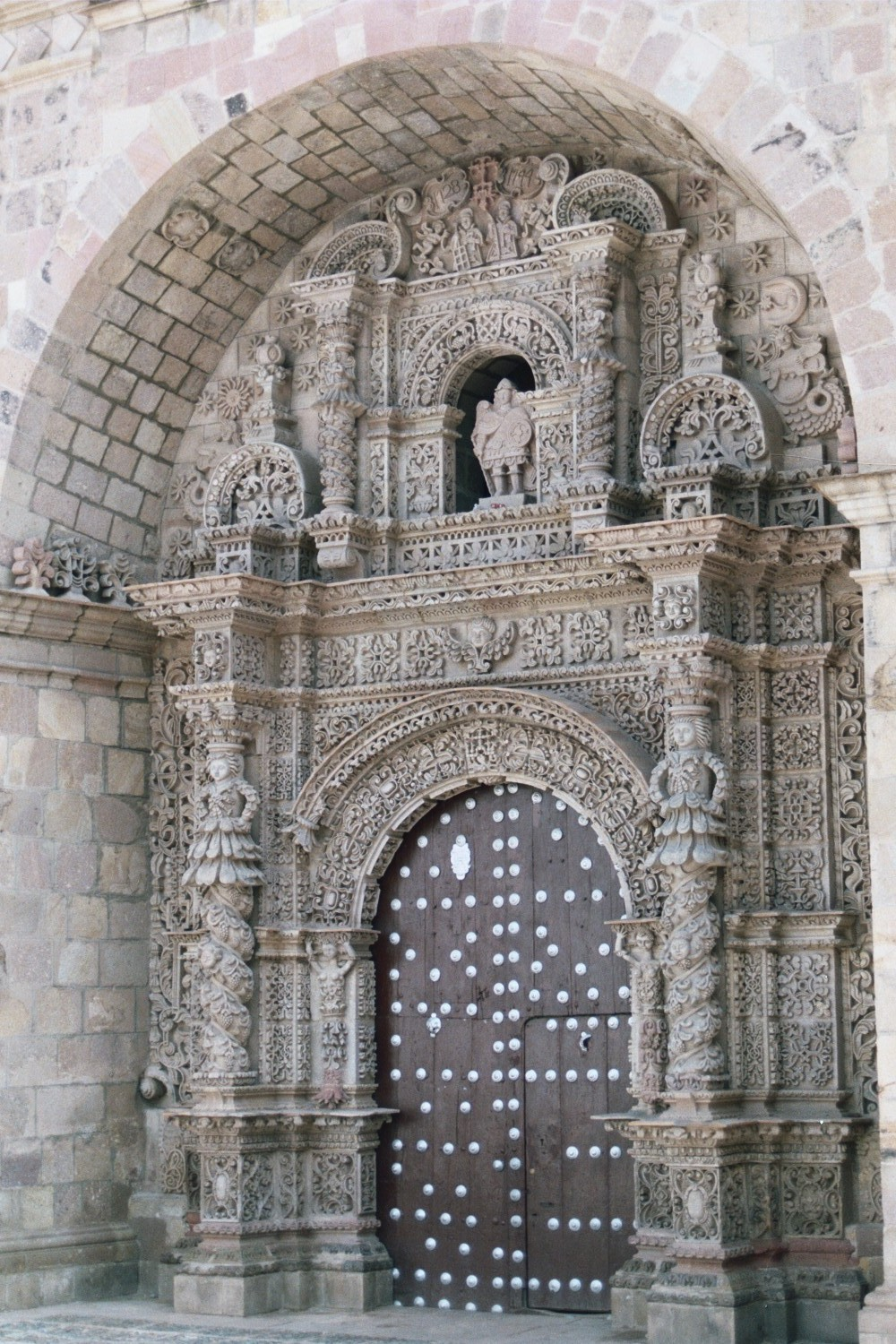
卡兰加斯圣老楞佐堂入口
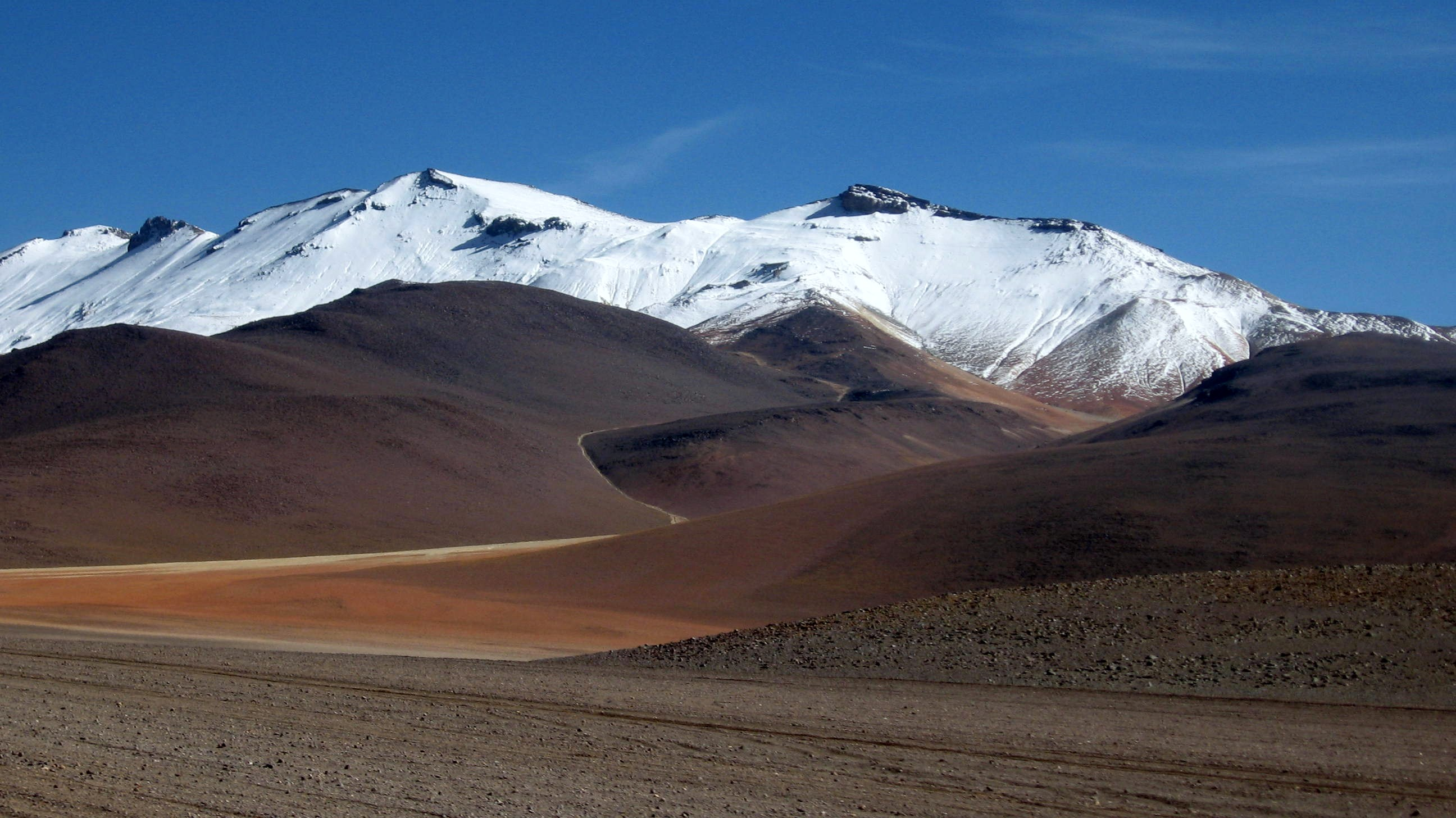
波托西山
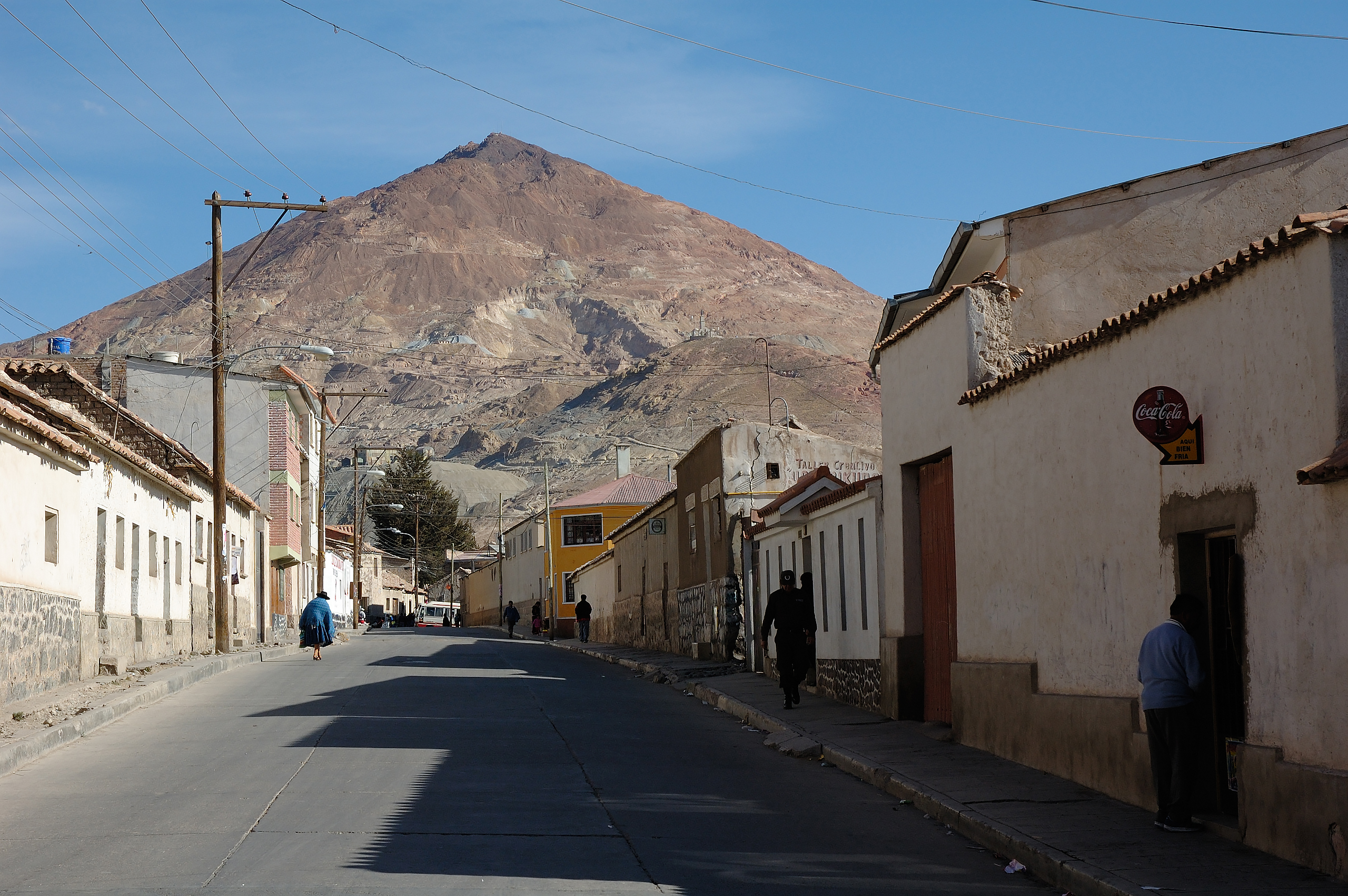
波托西街道，遠方為里科山
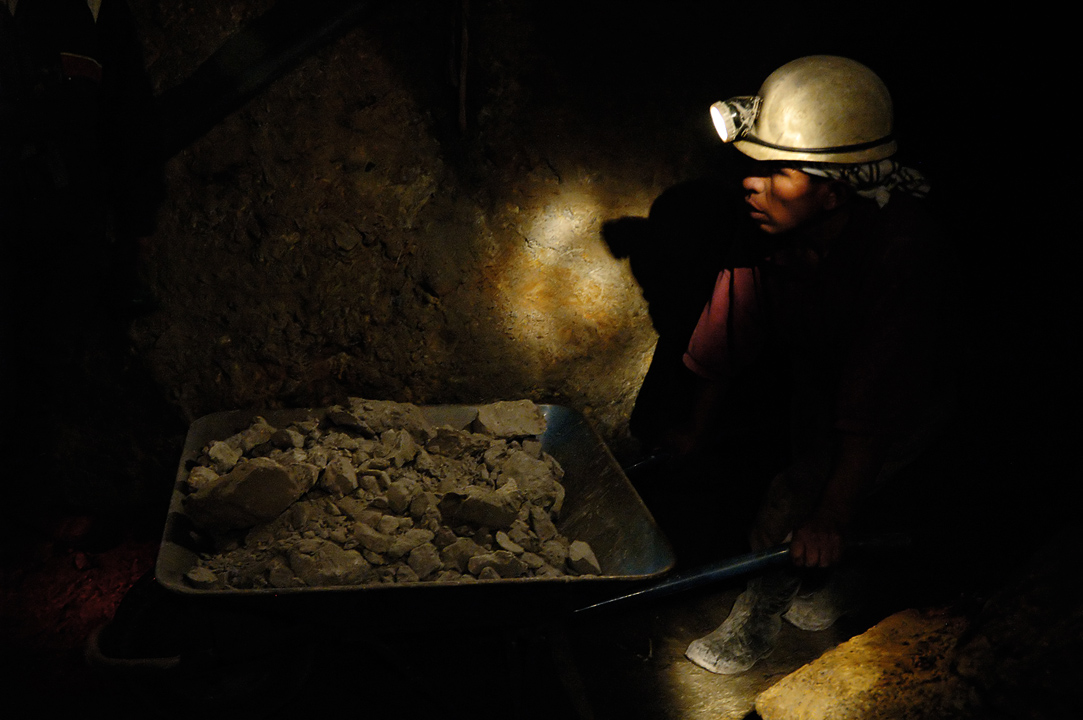
礦工